# Wieldrecht

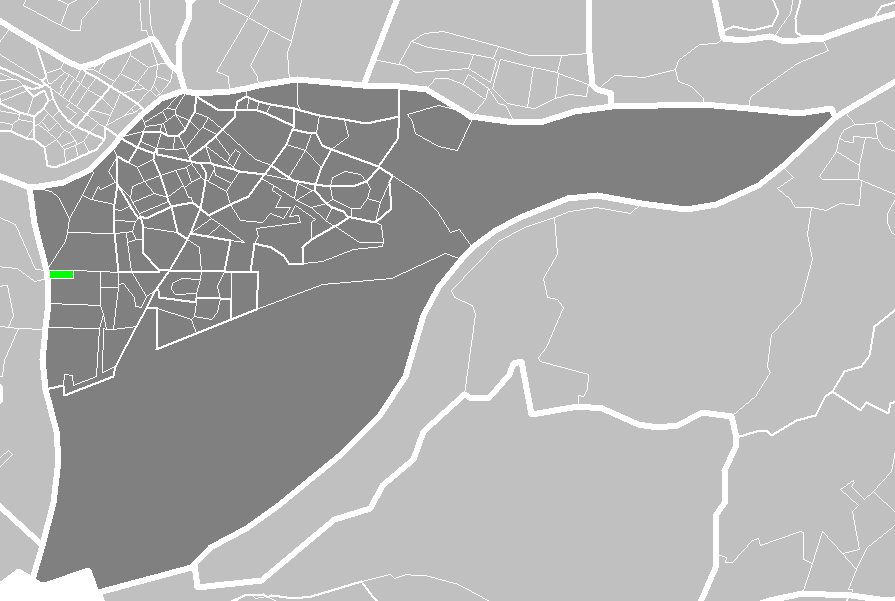
Lage der Nachbarschaft Wieldrecht innerhalb der Gemeinde Dordrecht.

Wieldrecht ist ein ehemaliges Amt und eine spätere Gemeinde in der niederländischen Provinz Südholland. Der Ort ist heutzutage eine Nachbarschaft innerhalb der Stadt Dordrecht, ganz im Westen dieser Stadt, an der Dordtsen Kil.

## Geschichte
Die Gemeinde Wieldrecht geht bis ins Mittelalter zurück; bei der Elisabethenflut von 1421 wurde es wie auch andere Dörfer im Dordrechter Waard überschwemmt. Die herrlichen Rechte über Wieldrecht wurden aber nicht aufgehoben und als die Grundstücke langsam wieder trockenfielen, entstand Wieldrecht erneut, vorerst als Teil des ebenfalls wiedererstandenen Orts Dubbeldam. Ein richtiger Dorfkern bildete sich aber nicht. Die größte Bedeutung fand Wieldrecht als Standort für die Fähre nach ’s-Gravendeel.
Im Königreich der Niederlande formte Wieldrecht kurzzeitig eine eigenständige Gemeinde, bis es 1856, gemeinsam mit De Mijl, in Dubbeldam (östlicher Teil und Dorf) und 's-Gravendeel (westlicher Teil, jenseits der Dordtsen Kil) eingemeindet wurde. Knapp vor ihrer Auflösung hatte die gesamte Gemeinde 502 Einwohner. 1940 wurde das Dorf durch Kriegshandlungen in der Schlacht um Dordrecht fast völlig zerstört. Seit 1960 gehört es der Gemeinde Dordrecht an. 1977 würde die Fähre nach 's-Gravendeel eingestellt, weil ein Tunnel unter der Dordtsen Kil sie überflüssig gemacht hatte.